# Ducula pickeringii
La dúcula gris (Ducula pickeringii) es una especie de ave columbiforme de la familia Columbidae propia del sur del archipiélago filipino e islas circundantes. Habita en el sur de las Filipinas, Brunéi, norte de Indonesia y Malasia. Es considerada una especie vulnerable debido a la deforestación de su hábitat. No se conocen subespecies.